# Angiolino Gasparini
Angiolino Gasparini (Bedizzole, 22 marzo 1951) è un ex calciatore italiano, di ruolo stopper.

## Biografia
Il 29 luglio 1981, durante il ritiro estivo dell'Ascoli, fu arrestato dalla polizia per detenzione di cocaina (50 grammi): il suo è stato il primo caso in Italia di calciatore fermato per droga. Oggi collabora con la comunità di recupero per tossicodipendenti "Lautari".

## Carriera
Cresciuto nelle giovanili del Brescia, esordisce in prima squadra nella stagione 1969-1970, disputando tre incontri in Serie A; l'esordio avvenne il 5 aprile 1970 in occasione della sconfitta esterna contro la Juventus. A partire dalla stagione successiva si guadagna un posto da titolare, disputando con le rondinelle quattro stagioni in Serie B.
Nell'estate 1974 si trasferisce al Verona, dove con 38 presenze su 38 incontri è uno dei protagonisti della promozione dei veneti, ottenuta nello spareggio di Terni contro il Catanzaro, quindi si trasferisce all'Inter. A Milano resta per tre stagioni, con la conquista della Coppa Italia nella stagione 1977-1978, senza mai riuscire a imporsi stabilmente nell'undici titolare; sì alternò successivamente con Mario Giubertoni, Viviano Guida e Nazzareno Canuti.
Nel 1978 si trasferisce all'Ascoli, neopromosso in Serie A, nell'ambito dell'operazione che portò Giancarlo Pasinato all'Inter. Nelle Marche è protagonista dei migliori anni della formazione bianconera, culminati con il quarto posto finale della stagione 1979-1980, anno in cui scende in campo in tutti i 30 incontri di campionato. Nella stagione 1980-1981 realizza anche, nella vittoria interna contro il Como, quella che sarà la sua unica rete in massima serie.
Nel 1983 si trasferisce al Monza dove disputa 3 stagioni in Serie B, chiuse con la retrocessione in Serie C1 della stagione 1985-1986. Coinvolto marginalmente nello scandalo del calcio italiano del 1986, viene squalificato per quattro mesi.
In carriera ha disputato complessivamente 205 presenze e una rete in Serie A e 266 presenze in Serie B.

## Palmarès
- Coppa Italia: 1

Inter: 1977-1978
- Torneo di Capodanno: 1

Ascoli: 1981